# リンダ・L・フェイガン
リンダ・L・フェイガン（Linda L. Fagan、1963年7月1日 - ）は、アメリカ沿岸警備隊の軍人。階級は沿岸警備隊大将で、2022年6月1日より2025年1月21日まで第27代アメリカ沿岸警備隊総司令官を務めた。前職は第32代アメリカ沿岸警備隊副司令官である。沿岸警備隊では女性として初の大将であり、沿岸警備隊副司令官就任であった。その他に沿岸警備隊太平洋管区司令官、沿岸警備隊総司令官代理(作戦、政策、能力担当)、沿岸警備隊第1管区司令官、沿岸警備隊ニューヨーク地区司令官(ニューヨーク州)などを歴任している。また彼女は沿岸警備隊において海洋保安業務の最長勤務記録を持つ士官であり、その分野に精通している証であるゴールド・エンシェント・トライデント(Gold Ancient Trident)を授与された最初の軍人でもある。
2021年4月にアレハンドロ・マヨルカス国土安全保障長官からチャールズ・W・レイ大将の後任の沿岸警備隊副司令官として指名を受けたと発表された。その後、2021年6月17日に大統領の認証を受けて、6月18日に就任した。
2022年4月、カール・L・シュルツ大将の後任の沿岸警備隊総司令官に就任することが発表された。アメリカ軍を率いる地位(統合参謀本部議長、同副議長、陸軍参謀総長、海兵隊総司令官、海軍作戦部長、空軍参謀総長、宇宙軍作戦部長、沿岸警備隊総司令官、州兵総局長)に女性が就くのは史上初である。彼女の指名案は、2022年4月7日に上院に送付され、5月11日に、全会一致の同意をもって承認された。そして6月1日に就任した。
2025年1月21日、前日に大統領に再就任したドナルド・トランプより総司令官を解任された。表向きの理由はリーダーシップの欠如とされているが、実際には国土安全保障省がフェイガンの業務上の失敗などを問題視したほか、多様性・公平性・包括性(DEI)の見直しを進めているトランプの意向もあったと報じられている。

## 幼少期と学歴

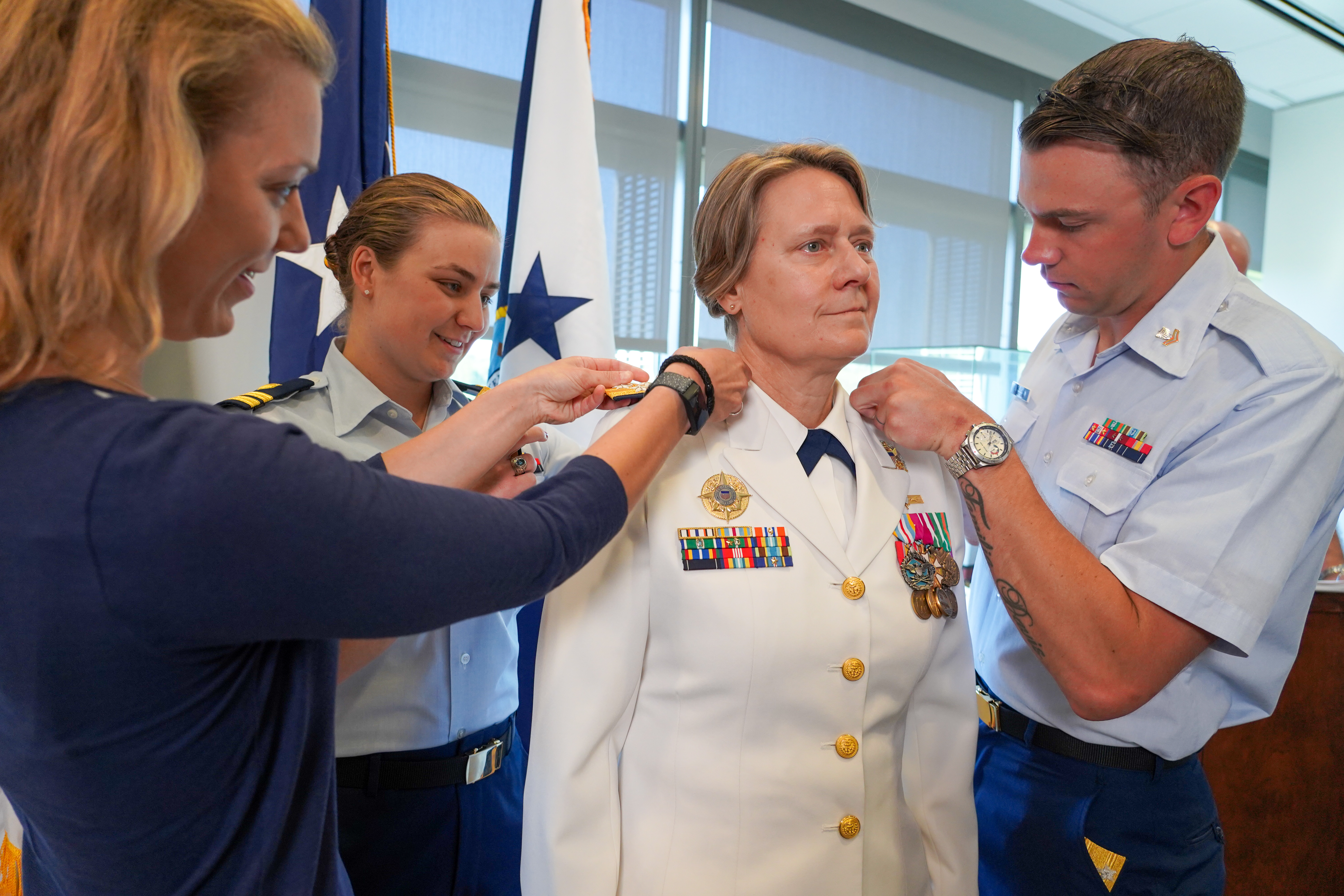
2021年6月18日に沿岸警備隊本部の式典で中将から大将に昇進するフェイガン

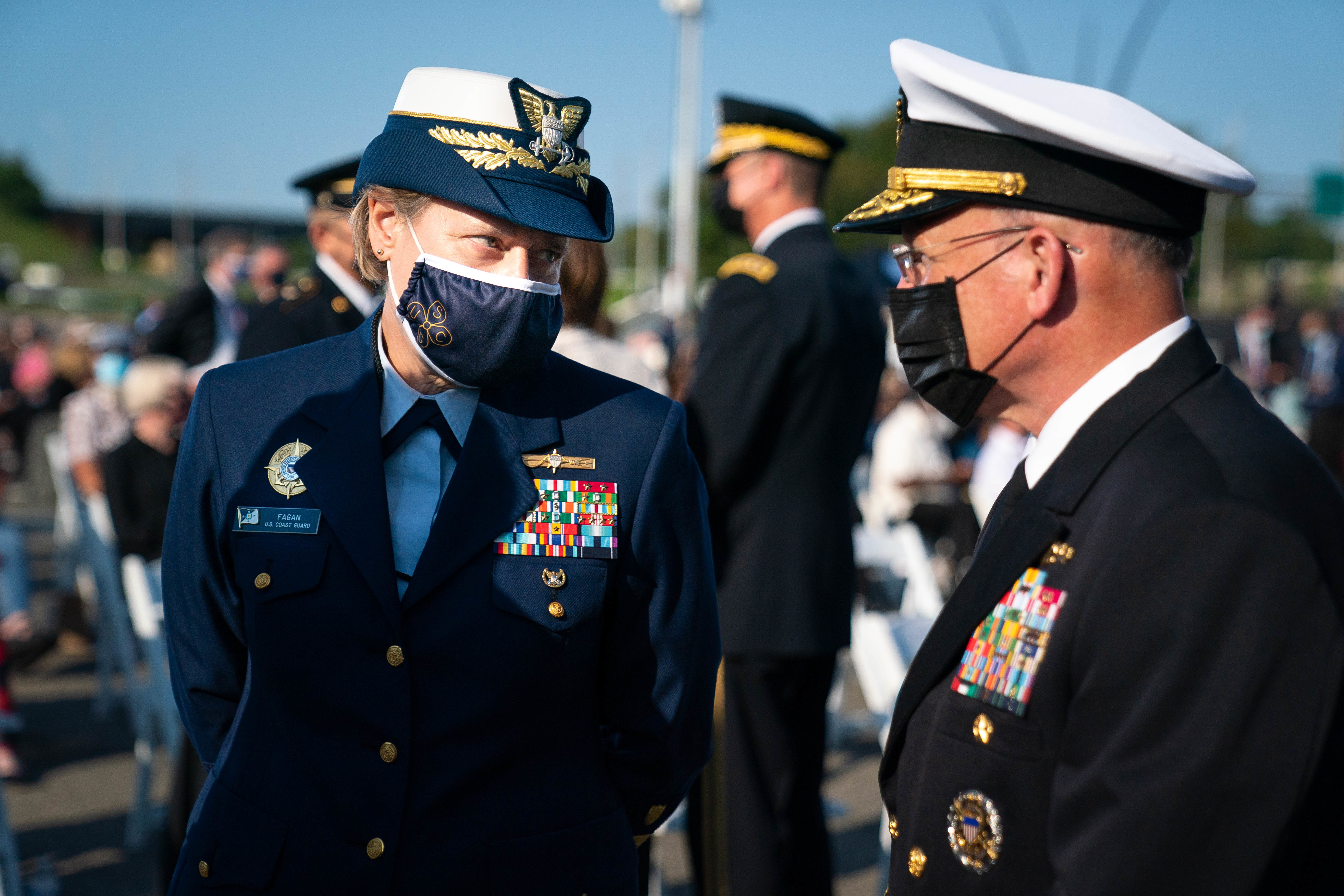
2021年、国防総省で行われたアメリカ同時多発テロ事件20周年追悼式典で海軍作戦部長のマイケル・M・ギルデイ大将と会話するフェイガン(写真左)

リンダ・L・フェイガンはオハイオ州コロンバスで生まれ、1985年にアメリカ沿岸警備隊士官学校を卒業した。この時、海洋科学の理学士号を取得している。その後、2000年にワシントン大学で海洋問題に関する修士号を、2008年に国防大学校のドワイト・D・アイゼンハワー国家安全保障・資源戦略学校(当時は国防産業大学校(Industrial College of the Armed Forces (ICAF)))で国家安全保障戦略に関する修士号を取得している。

## 徽章
|  |             |  |
|  |             |  |
|  |             |  |
|  |             |  |
|  |             |  |
|  |             |  |
|  | Bronze star |  |
|  |             |  |
|  |             |  |
|  |             |  |
|  |             |  |
|  |             |  |

| バッヂ | 海洋保安徽章                                | 海洋保安徽章                                  | 海洋保安徽章                   |
| 1列目  | 沿岸警備隊功労勲章                          | 沿岸警備隊功労勲章                            | 沿岸警備隊功労勲章             |
| 2列目  | 防衛上級貢献勲章                            | 勲功章 (3回受章)                              | 従軍功労勲章                   |
| 3列目  | 沿岸警備隊表彰勲章 (Oデバイス付、2回受章)   | 沿岸警備隊成果勲章 (Oデバイス付、2回受章)     | 総司令官表彰徽章 (Oデバイス付) |
| 4列目  | 沿岸警備隊大統領感状 (ハリケーンシンボル付) | 国土安全保障省功労部隊徽章                    | 統合功労徽章                   |
| 5列目  | 運輸長官優秀部隊徽章                        | 沿岸警備隊功労部隊徽章 (Oデバイス付、2回受章) | 功労部隊徽章 (5回受章)         |
| 6列目  | 沿岸警備隊200周年記念部隊徽章               | 国防従軍勲章 (2回受章)                        | 南極従軍勲章                   |
| 7列目  | 沿岸警備隊北極従軍勲章                      | 対テロ戦争従軍勲章                            | 人道支援勲章                   |
| 8列目  | 徽章沿岸警備隊海上勤務徽章                  | 沿岸警備隊海外勤務徽章                        | 沿岸警備隊上級ピストル射手徽章 |
| バッヂ | 沿岸警備隊陸上司令部徽章                    | 沿岸警備隊陸上司令部徽章                      | 沿岸警備隊陸上司令部徽章       |
| バッヂ | 統合参謀本部識別章                          | 統合参謀本部識別章                            | 統合参謀本部識別章             |
| バッヂ | 沿岸警備隊本部徽章                          | 沿岸警備隊本部徽章                            | 沿岸警備隊本部徽章             |

- Oデバイスは、特に沿岸警備隊の運用上、実践的な任務に従事中に勲章が贈られた場合に装着するデバイスである。

## 私生活と家族
リンダ・L・フェイガンは、父ジョン・ハーレー・キーンと母ロアン・キャロル(モリス)・キーンの間に生まれた。娘のアイリーンもアメリカ沿岸警備隊士官学校を卒業している。